# Colasposoma tibiale
Colasposoma tibiale é uma espécie de escaravelho de folha da República Democrática do Congo, descrito por Baly em 1878.